# Montacute House

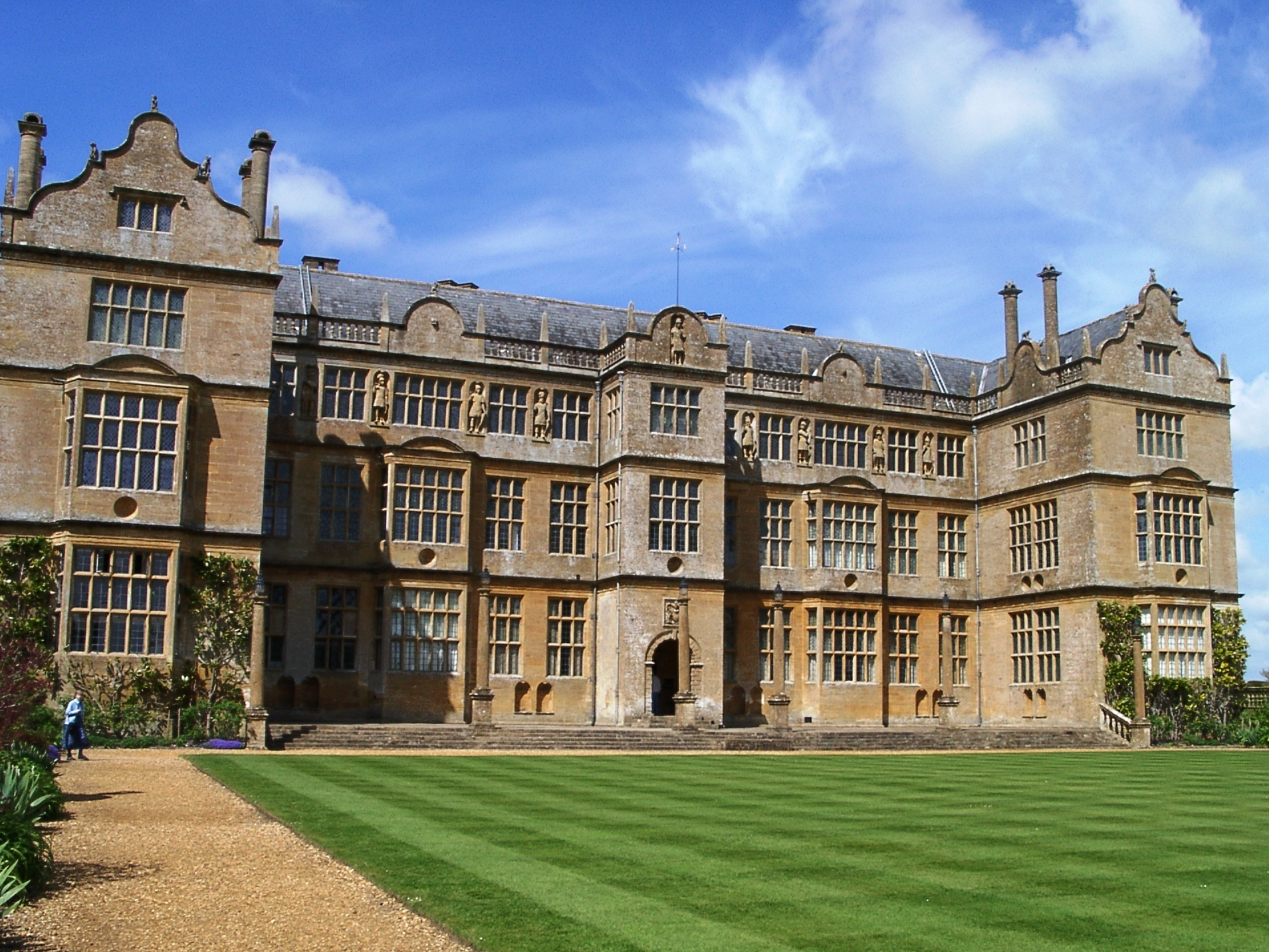
Montacute House.

Montacute House, situada en el condado de South Somerset en el pueblo de Montacute, es descrita por sus dueños, el National Trust, como "una de las maravillas de la arquitectura isabelina tardía", tiene protección del English Heritage de Grado I. En 2007 la visitaron 111.070 personas.
La mansión de tres plantas, construida con la piedra local Ham Hill, fue construida en 1598 por Sir Edgard Phelips, Master of the Rolls, para la reina Isabel I. Algunos sugieren que fue William Arnold el arquitecto responsable del diseño, aunque no está del todo claro. La casa se distingue por sus gabletes holandeses adornados con monos y otras criaturas. Los numerosos y grandes, parteluces, fueron una innovación en su día, daban la apariencia de que la fachada principal estaba construida enteramente de vidrio; unos ventanales parecidos fueron instalados en Hardwick Hall, en el condado de Derbyshire. En la última planta, las ventanas de la galería están intercaladas con estatuas de las 'nueve virtudes' ataviadas con ropa romana. Dentro, dos amplias escaleras de piedra dan acceso a cada planta; durante la estación húmeda, los niños podrían llevar sus ponis hasta estas escaleras para subir a la galería.
La casa, como muchas casas isabelinas, está construida en forma de 'E'. En la planta baja estaban la gran galería, las cocinas y las despensas, en las plantas superiores, estaban las habitaciones de descanso para la familia e invitados ilustres. Durante los siglos, la disposición y el uso de las habitaciones han cambiado. En la planta baja hay elegantes salones y comedores, en la primera planta, hay una magnífica biblioteca y dormitorios, incluyendo el baño secreto de Lord Curzon.
En ninguna de las casas de la época isabelina había pasillos; las habitaciones daban una con otra. Esto cambió a finales del siglo XVIII, cuando una fachada de una mansión cercana en Clifton Maybank (que estaba siendo demolida), fue usada en la renovación de Montacute, esto proporcionó el necesitado pasillo. Ahora con la nueva fachada en su lugar, la casa vuelve a sus orígenes: la fachada de Clifton Maybank se convierte en la entrada a la casa, y la impresionante antigua fachada ahora tiene vistas a un césped rodeado de flores, en lugar de al patio de entrada. Los antiguos pabellones que flanqueaban la antigua entrada todavía permanecen en pie, y se asemejan a dos casas de verano con sus tejados con arcos conopiales.
Quizá el elemento más destacable de la casa sea la gran galería de 58 metros de largo del tercer piso, que abarca toda la última planta del edificio. Originalmente fue usada como zona de recreo durante los días con tiempo inclemente, hoy en día, la usa la National Portrait Gallery como lugar de exposición de pare de su colección.
Los Phelip vivieron en Montacute desde al menos 1480, y continuaron haciéndole hasta principios del siglo XX cuando su fortuna desapareció. En 1915, la casa fue primero, dada a George Nethaniel Curzon, 1º Marqués Curzon de Kedleston, y posteriormente a la familia Enos, americanos famosos por sus productos farmacéuticos. Finalmente en 1929, la casa fue vendida al filántropo Ernest Cook quien la presentó a la Sociedad para la protección de edificios antiguos, y desde ahí pasó a manos del National Trust. Fue una de primeras grandes casas del National Trust. 